# فالکویل (آلاباما)
فالکویل (به انگلیسی: Falkville) شهرکی در شهرستان مورگان ایالت آلاباما است که مساحت آن ۹٫۸۳ کیلومتر مربع است و در سرشماری سال ۲۰۱۰ میلادی، ۱٬۲۷۹ نفر جمعیت داشته و تراکم جمعیتی آن، ۱۳۰٫۱۱ نفر در هر کیلومتر مربع بوده است.